# 헬멧 스트리머

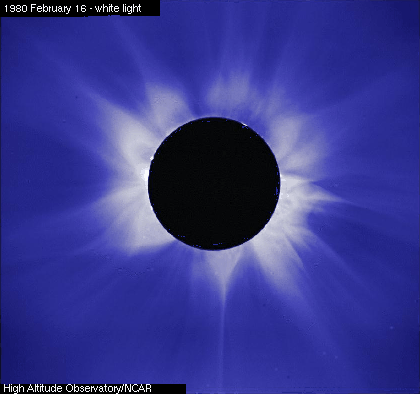
헬멧 스트리머 주변의 코로나 플라스마에 비해 백색광으로 밝게 나타난다.

헬멧 스트리머(Helmet streamer) 또는 코로나 스트리머(coronal streamer)는 태양의 코로나의 길쭉한 끝 모양 구조로, 백색광 코로나그래프와 일식 중에 종종 볼 수 있다. 태양 표면의 반대 자기 극성 영역 사이의 분할 위에 있는 닫힌 자기 루프이다. 태양풍은 이러한 루프를 태양반경 이상으로 코로나까지 확장할 수 있는 뾰족한 끝으로 늘린다.
태양 극소기에는 헬멧 깃발이 태양광 적도에 더 가깝게 발견되는 반면, 태양 극대기에는 태양 주위에 더 대칭적으로 분포되어 있는 것이 발견된다.

## 코로나 대량 방출의 역할
코로나 질량 방출(CME)이 발생하면 위에 놓인 헬멧 스트리머가 변형되어 CME의 앞쪽 가장자리가 된다. 마찬가지로 헬멧 스트리머의 구멍은 CME의 구멍이 되고 헬멧 스트리머의 돌출부는 CME의 핵심이 된다.

## 같이 보기
- 코로나 루프